# Международная Сталинская премия «За укрепление мира между народами»
Международная Сталинская премия «За укрепление мира между народами» — почётная награда СССР, учреждённая Указом Президиума Верховного Совета СССР от 20 декабря 1949 года. Размер премии составлял 100 тысяч рублей.
Премия вручалась в 1949—1955 годах. После XX съезда КПСС, на котором Первым Секретарём ЦК КПСС Н. С. Хрущёвым был зачитан доклад «О культе личности и его последствиях», Указом Президиума Верховного Совета СССР от 6 сентября 1956 года была переименована в Международную Ленинскую премию «За укрепление мира между народами». При этом медаль с изображением Председателя Совета Министров СССР И. В. Сталина была заменена на медаль с изображением основателя СССР В. И. Ленина.
Бессменным Председателем Комитета по международным Сталинским премиям «За укрепление мира между народами» был советский физик Д. В. Скобельцын.

## История учреждения премии

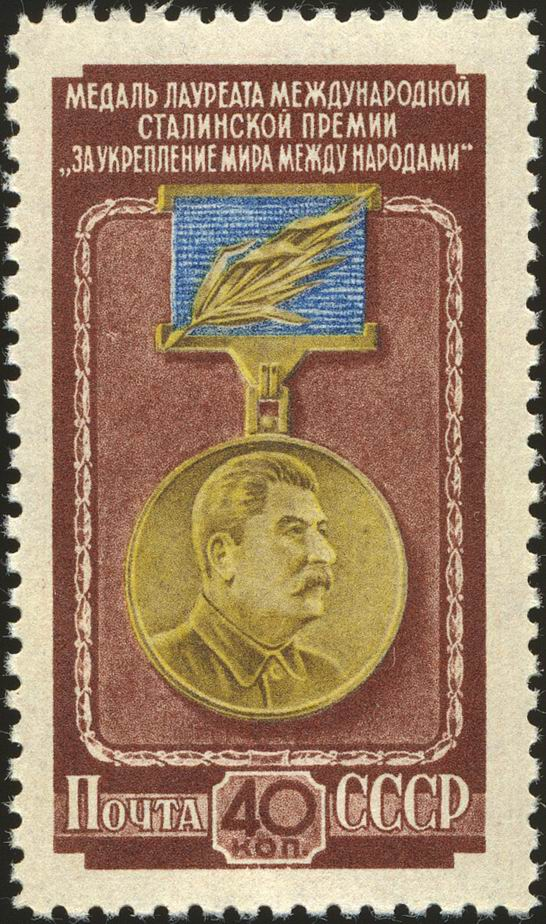
Советская почтовая марка с изображением медали лауреата премии, 1953. Художник С. Поманский

Инициатива учреждения премии обсуждалась 17 декабря 1949 года на заседании Комитета по разработке и организации проведения мероприятий, связанных с семидесятилетием Сталина. На этом заседании председатель Комитета Н. М. Шверник озвучил предложение «учредить 5—10 международных Сталинских премий „За укрепление мира между народами“». По словам участвовавшего на заседании В. М. Молотова вопрос о премиях «имеет огромное политическое значение не только для нашей страны, но и для всего мира. Он будет отражать наиболее глубокие думы и стремления народных масс в настоящее время, будет отвечать желаниям всего нашего народа».
Примечательно, что на заседании кинорежиссёром Г. В. Александровым было высказано пожелание, «чтобы первую премию присудили товарищу Сталину». На это предложение сделал замечание А. И. Микоян: «Сталинскую премию и ему же присуждать?». В итоге Г. М. Маленков предложил: «Присуждать будет специальный Комитет. Он рассмотрит, может быть, и будет такое предложение.»
В соответствии с указом Президиума Верховного Совета СССР «Об учреждении международных Сталинских премий „За укрепление мира между народами“», которым были учреждены премии, «премии присуждаются гражданам любой страны мира, независимо от их политических, религиозных и расовых различий, за выдающиеся заслуги в деле борьбы против поджигателей войны и за укрепление мира». Указом было установлено, что лица, награждаемые международной Сталинской премией, получают диплом лауреата, золотую нагрудную медаль с изображением И. В. Сталина, а также денежную премию в размере 100 тысяч рублей. Этим же указом было установлено, что премии «присуждаются ежегодно в количестве от 5 до 10 премий специальным Комитетом по международным Сталинским премиям, образуемым Президиумом Верховного Совета СССР из представителей демократических сил различных стран мира», и присуждение премий «производить в день рождения Иосифа Виссарионовича Сталина — 21 декабря каждого года». Первые премии указ установил присудить в 1950 году.
Указ был подписан 20 декабря 1949 года Председателем Президиума Верховного Совета СССР Н. М. Шверником и Секретарём Президиума Верховного Совета СССР А. Ф. Горкиным.

## Комитет по международным Сталинским премиям «За укрепление мира между народами»
На 6 апреля 1951 года Председателем комитета был Д. В. Скобельцын. Заместители Председателя Комитета: Го Можо (Китай), Луи Арагон (Франция). Члены Комитета: Джон Бернал (Англия), Пабло Неруда (Чили), Ян Дембовский (Польша), Бернхард Келлерман (Германия), Михаил Садовяну (Румыния), Александр Фадеев (СССР), Илья Эренбург (СССР).
На 12 декабря 1953 года Председателем Комитета был Д. В. Скобельцын. Заместители Председателя Комитета Го Можо (Китай), Луи Арагон (Франция). Члены Комитета: М. Андерсен-Нексе (Дания), Ян Дембовский (Польша), Михаил Садовяну (Румыния), А. А. Фадеев (СССР), И. Г. Эренбург (СССР).
На 9 декабря 1955 года председателем Комитета был академик АН СССР Д. В. Скобельцын. Заместители председателя Комитета: Го Мо-жо (Китай), Луи Арагон (Франция). Члены Комитета: Анна Зегерс (ГДР), Антонио Банфи (Италия), Джон Бернал (Англия), Пабло Неруда (Чили), Михаил Садовяну (Румыния), Сахиб Синг Сокхей (Индия), Ян Дембовский (Польша), Г. В. Александров (СССР), Александр Фадеев (СССР), Илья Эренбург (СССР).

## Лауреаты

### 1951

#### Премии за 1950 год
Согласно Постановлению Комитета по международным Сталинским премиям «За укрепление мира между народами» от 6 апреля 1951 года «О присуждении международных Сталинских премий „За укрепление мира между народами“ за 1950 год», премию получили 7 лауреатов:
1. Жолио-Кюри, Фредерик (Франция) — профессор «Коллеж де Франс», член Французской академии наук
2. Сун Цинлин (Китай) — председатель Китайской ассоциации народной помощи
3. Джонсон, Хьюлетт (Великобритания) — настоятель Кентерберийского собора
4. Коттон, Эжени (Франция) — почётный директор Высшей нормальной школы в Севре
5. Моултон, Артур (США) — бывший протестантский епископ
6. Пак Чжон-э (КНДР) — председатель Демократического женского союза Кореи
7. Хара, Эриберто (Мексика) — политик, революционер

#### Премии за 1951 год
Согласно Постановлению Комитета по международным Сталинским премиям «За укрепление мира между народами» от 20 декабря 1951 года «О присуждении международных Сталинских премий „За укрепление мира между народами“ за 1951 год», премию получили 6 лауреатов:
1. Го Можо (Китай) — президент Китайской академии наук
2. Анна Зегерс (ГДР) — писательница
3. Амаду, Жоржи (Бразилия) — писатель
4. Ояма, Икуо (Япония) — профессор, депутат парламента
5. Фелтон, Моника (Великобритания) — общественный деятель
6. Ненни, Пьетро (Италия) — депутат парламента

### 1952
Согласно Постановлению Комитета по международным Сталинским премиям «За укрепление мира между народами» от 20 декабря 1952 года «О присуждении международных Сталинских премий „За укрепление мира между народами“ за 1952 год», премию получили 7 лауреатов:
1. Китчлу, Сайфуддин (Индия) — председатель Всеиндийского Совета мира
2. Робсон, Поль (США)
3. Фарж, Ив (Франция)
4. Эндикотт, Джеймс (Канада) — священник
5. Эренбург, Илья Григорьевич (СССР) — писатель
6. Бехер, Иоганнес Роберт (ГДР) — писатель
7. Бранко, Элиза (Бразилия)

### 1953
Согласно Постановлению Комитета по международным Сталинским премиям «За укрепление мира между народами» от 12 декабря 1953 года «О присуждении международных Сталинских премий „За укрепление мира между народами“ за 1953 год», премию получили 10 лауреатов:
1. Кручковский, Леон (Польша) — писатель
2. Пабло Неруда (Чили) — писатель
3. Андреа Гаджеро (Италия) — священник
4. Попова, Нина Васильевна (СССР) — секретарь ВЦСПС
5. Кот, Пьер Жюль (Франция) — депутат Национального собрания Франции
6. Фаст, Говард Мелвин (США) — писатель
7. Блюм, Изабелла (Бельгия) — депутат парламента Бельгии
8. Бернал, Джон Десмонд (Великобритания) — профессор Лондонского университета
9. Андреен, Андреа (Швеция) — доктор медицины, главный врач клинического госпиталя Стокгольма
10. Сахиб Синг Сокхей (Индия) — профессор, генерал-майор, член Совета штатов парламента Индии

### 1954
Согласно Постановлению Комитета по международным Сталинским премиям «За укрепление мира между народами» от 18 декабря 1954 г. «О присуждении международных Сталинских премий „За укрепление мира между народами“ за 1954 год» премию получили 9 лауреатов:
1. Брехт, Бертольт (ГДР) — поэт и драматург
2. Гильен, Николас (Куба) — поэт
3. Такин Кодо Хмайн (Бирма) — писатель
4. Ален Ле Леап (Франция) — генеральный секретарь Всеобщей конфедерации труда
5. Бальдомеро Санин Кано (Колумбия) — профессор, почётный доктор Эдинбургского и Боготского университетов
6. Прийоно (Индонезия) — профессор, декан литературного факультета Государственного университета в Джакарте
7. Боннар, Андре (Швейцария) — профессор Лозаннского университета
8. Иверсен, Феликс (Финляндия) — профессор Хельсинкского университета
9. Притт, Денис Ноуэлл (Великобритания)  — юрист

### 1955
Согласно Постановлению Комитета по международным Сталинским премиям «За укрепление мира между народами» от 9 декабря 1955 г. «О присуждении международных Сталинских премий „За укрепление мира между народами“ за 1955 год» премию получили 6 лауреатов:
1. Карденас, Ласаро (Мексика) — бывший президент
2. Мухаммед аль-Ашмар (Сирия) — общественный деятель
3. Вирт, Йозеф (ФРГ) — бывший рейхсканцлер Германии
4. Тон Дык Тханг (Вьетнам) — председатель Национального комитета Отечественного фронта Вьетнама
5. Акико Сэки (Япония) — деятель искусств
6. Форбекк, Рагнар (Норвегия) — пастор, капеллан собора Осло